# Лауэнштайн (замок, Бавария)
Лауэнштайн (нем. Burg Lauenstein) — средневековый замок на вершине холма на высоте 550 метров над уровнем моря. Находится в Верхней Франконии на горе Лауэнштайн, к юго-востоку от городом Людвигсштадт, в районе Кронах, в федеральной земле Бавария, Германия. Самые старые части комплекса датируются XII веком. По своему типу относится к замкам на вершине. Является самым северным замком в Баварии.

## История

### Ранний период

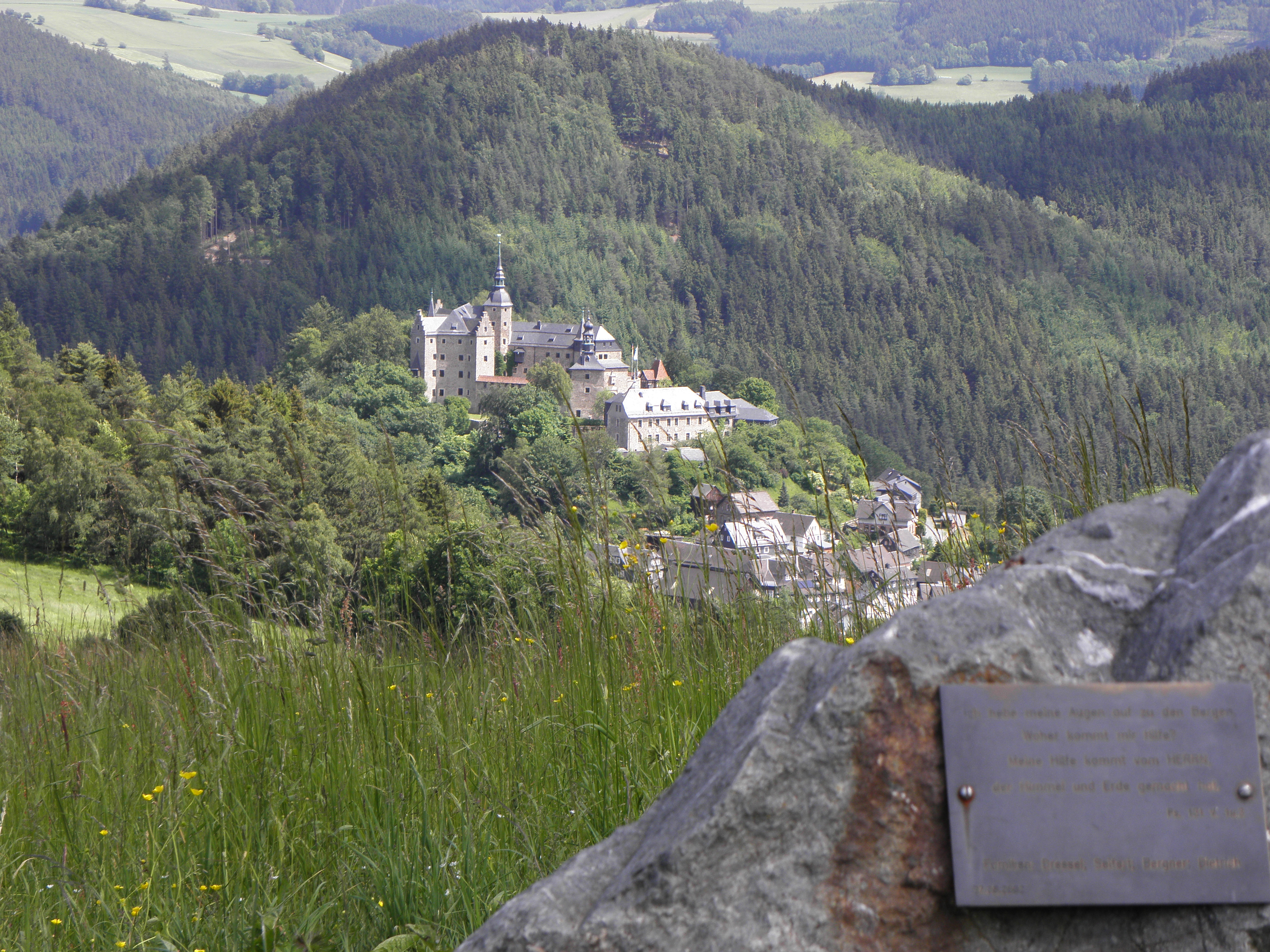
Вид замка на фоне окружающих холмов

Изучение сохранившихся фрагментов старой каменной кладки позволяет утверждать, что они сложены не позднее середины XII века. Впервые Лауэнштайн упоминается в документах 31 марта 1138 года. В то время новоизбранный король Германии Конрад III взял под свою защиту монастырь Китцинген и подтвердил его владения. Документ был заверен графом Вильгельмом, отцом и братьями аббатисы, Берты II фон Эбенхаузен фон Гогенлоэ, а также среди прочих «Адельбертом фон Левенштайном». Упомянутый граф Вильгельм — это Вильгельм фон Вильгельм фон Балленштедт, граф Веймара-Орламюнде, пфальцграф Рейнский, умерший в 1140 году. Адельберт фон Левенштейн мог быть двоюродным братом графа Альбрехта Медведя, который в 1140 году унаследовал Орламюнде.
В документах 1222 года упоминается Генрих фон Лауэнштайн (Henricus Comes Leostenus) как основатель боковой линии рода фон Орламюнде, которая базировалась в Лауэнштейне. Он был сыном графа Германа III.
Замок имел важное стратегическое значение благодаря своему расположению в районе северных границ Франконии. Помимо графов фон Орламюнде крепостью также владели герцоги Меранские.
В 1259 или 1260 году епископ Бамберга Бертольд фон Лайнинген выступил против графов Орламюнде в споре о наследстве последнего герцога Меранского, умершего в 1248 году. Скорее всего, замок в ходе боевых действий Лауэнштайн был частично разрушен. В 1279 году замок упоминается в письме аббату Гюнтеру цу Заальфельду.

### XV–XVI века

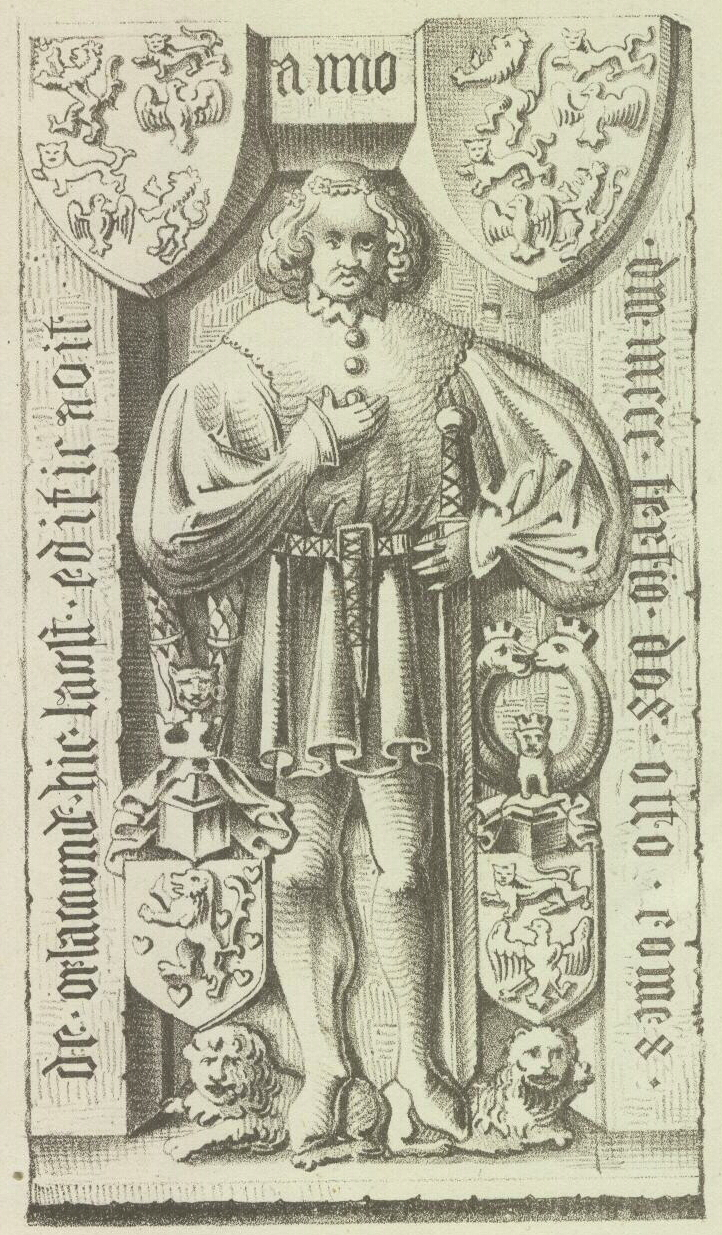
Граф Отто X фон Орламюнде, эпитафия в церкви Людвигсштадт

14 марта 1427 года, замок, как собственность находящаяся в залоге, перешёл от графа Вильгельма фон Орламюнде под контроль маркграфа Фридриха I Бранденбургского из рода Гогенцоллернов. Но одновременно начались судебные тяжбы, продолжавшиеся до 1429 года. На замок также претендовал граф Гюнтер II фон Шварцбург, который был готов силой захватить крепость. Он даже нанял 100 швейцарских солдат. Однако эти намерения так и не были осуществлены.
В 1430 году граф Вильгельм фон Орламюнде окончательно расстался с Лауэнштайном. Он продал комплекс графам Эрнсту и Людвигу фон Гляйхен, лордам Бланкенхайна. Фридрих I Бранденбургский подтвердил эту сделку 2 мая 1430 года.
В течение сравнительно короткого времени Лауэншьайн ещё пять раз сменил собственников. В частности владельцами замка были:
- 1438: графы Гюнтер и Генрих фон Шварцбург-Ляйтенберг.
- 1457: рыцарь фон Мосен.
- 1480: Филипп фон Зельденек[нем.] и Якоб фон Хаймбург[нем.].
- 1498: граф Бальтазар фон Шварцбург-Лёйтенберг.
- 1501: граф Хойер VI фон Мансфельд[нем.].

В 1506 году замок Лауэнштайн стал владением рыцаря Генриха фон Тюна († 1513). Его потомок Кристоф фон Тюна был хозяином крепости между 1535 и 1585 годами. За эти полвека он смог значительно расширить земли, входящие в домен, окружающий замок. В частности он стал обладателем лесов вокруг Людвигсштадта, Эберсдорфа, Лауэнштайна, Теттау и Лангенау.
Кристоф фон Тюна расширил и реконструировал замок. Между 1551 и 1554 годами по его приказу в стиле ренессанс было построено сегодняшнее главное крыло с четырьмя угловыми башнями.

### XVII век

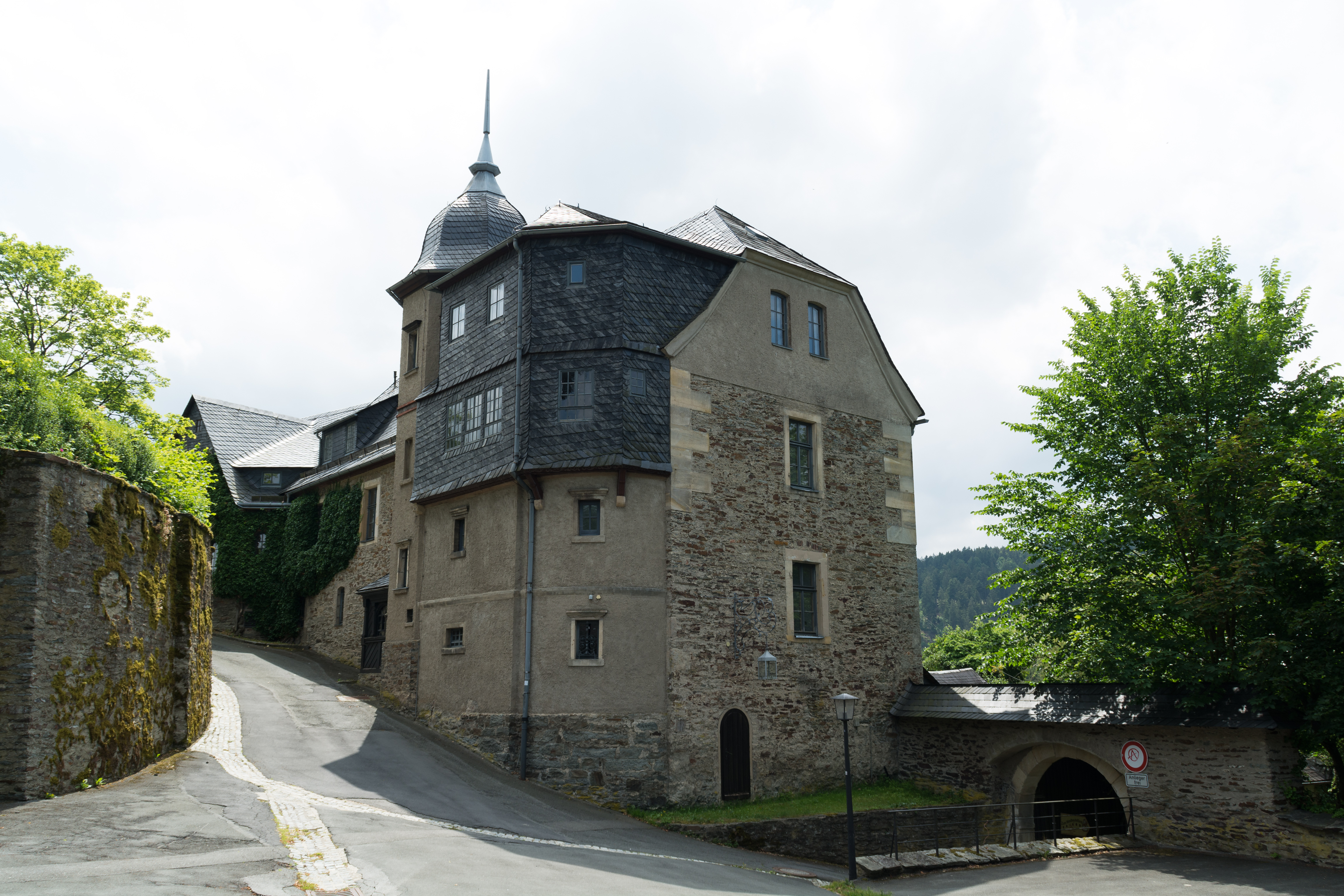
Форбург замка

Род фон Тюна владел Лауэнштайном до 1622 года.
Новым хозяином резиденции и имения стал маркграф Кристиан Бранденбург-Байройтский. За это он заплатил 40 000 золотых гульденов. Маркграф решил сделать Лауэнштайн административным центром своих владений. Здесь разместились суд и другие учреждения.
Во время Тридцатилетнюю войны а 1634–1635 гадах отряды из города Кронах, чьи власти остались верны императору и за это подверглись нападениям шведской армии, попытались захватить замок, не имевший гарнизона. Однако маркграфский магистрат Лауэнштейна Кристоф фон Валленштейн проявил удивительную решимость и находчивость. Он смог собрать из окрестных крестьян ополчение и с их помощью отразил нападение.
После завершения Тридцатилетней войны Лауэнштайн был вновь расширен и обновлён. В частности, построили каменный мост перед западными воротами и несколько новых зданий. Замок всё меньше походил на крепость и всё больше на роскошную маркграфскую резиденцию.

### XVIII–XIX века
В 1791 году замок перешёл к Пруссии в рамках секретного договора между маркграфом Карлом Александром и Берлином. Но 30 июня 1803 года собственником Лауэнштайна стали власти Баварcкого курфюршества в рамках договора о границе и обмене землями.
В 1815 году замок был продан частному лицу. Но без ремонта и должного ухода комплекс стал быстро приходить в упадок. Более того, собственник стал продавать сооружения на слом. Многие фортификационные объекты оказались снесены или разобраны на стройматериалы. Безжалостно вынимались балки из перекрытий в башнях, с которых к тому же снимались крыши. В 1860 году очередной владелец замка так увяз в долгах, что весь комплекс перешёл в принудительное управление к 41 кредитору. Те предпочли сдавать Лауэнштайн по частям в аренду частным лицам. В замке появились мастерские, склады и съёмное жилье.

### Возрождение замка

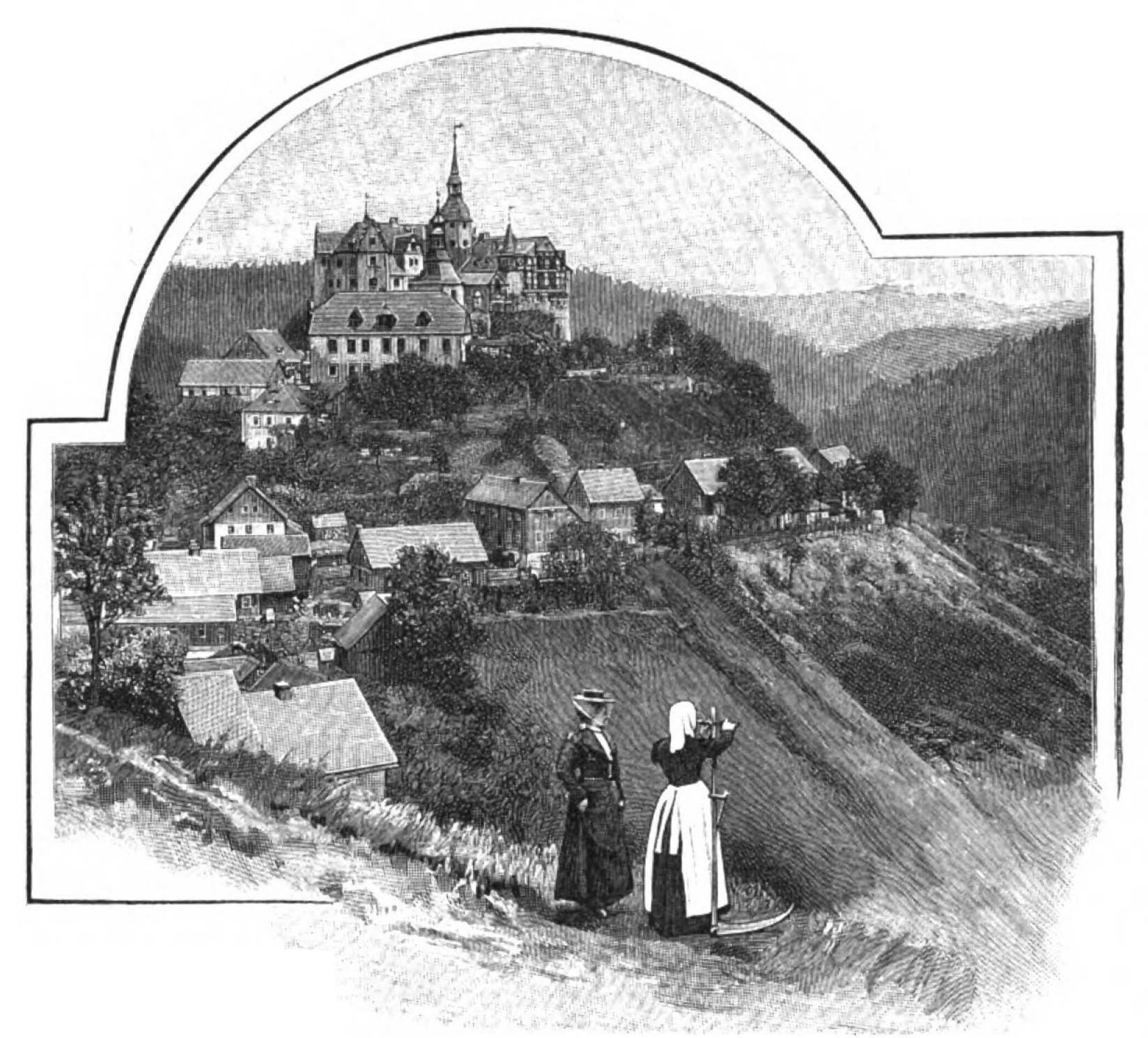
Замок на иллюстрации 1899 года

В 1896 году предприниматель Эрхард Мессмер (1861-1942) из Галле-ан-дер-Заале приобрёл комплекс, который из респектабельной марркграфской резиденции превратился практически в руины. Внутри к тому времени проживали 25 семей бедняков, а также рабочие и ремесленники, перебивающиеся случанйми заработками. Новый владелец первоначально планировал превратить Лауэгштайн в личную резиденцию. Но затем он решил переоборудовать комплекс под пансион. И вскоре начался масштабный ремонт. В целом проект соответствовал духу вошедшего в моду историзма. Этот капитальный ремонт производился под впечатлением позднего, менее строгого историзма. В качестве образца взяли отреставрированный замок Вартбург. При этом в обновлённых фасадах появились даже нотки модерна.
Автором проекта фундаментального преобразования стали архитекторы Густав Вольф и Теодор Леманн. Значительное внимание они уделили и интерьерам. Помещения были украшены картинами и дорогой мебелью. Для создания романтизированного образа комплекса, Мессмер собрал легенды о замке и опубликовал их в обширной серии Jungbrunnen. Книга была напечатана известным в то время берлинским издательством Fischer and Franke и Лауэнштайн стал широко известен. На торжественном открытии отреставрированного комплекса почётными гостями были популярный оперный певец Вилли Вирк, нюрнбергский художник Георг Кельнер, «поэт-пастор» Хьюго Грайнер, литератор Эрнст фон Вольцоген, писатель Иоахим Рингельнац и другие.

### XX век

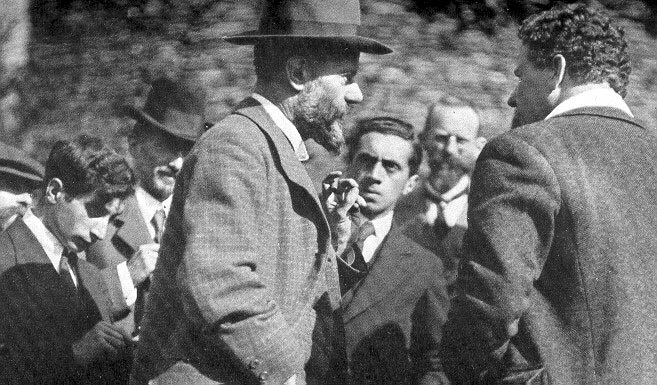
Макс Вебер (в центре) на конференции в Лауэнштайне в мае 1917 года

Во время Первой мировой войны дважды, с 29 по 31 мая и с 29 сентября по 3 октября 1917 года, замок становился местом проведения так называемых Лауэнштейнских конференций. Они созывались по инициативе издателя Ойгена Дидерихса. На этих встречах влиятельные учёные, писатели и другие интеллектуалы того времени собрались вместе для открытого обсуждения будущего Германии после войны. В число участников этих конференций, собиравших людей из самых разных политических лагерей, входили, например, социолог Макс Вебер, впоследствии ставший командиром Союза красных фронтовиков в битве при Дахау, экспрессионист и драматург Эрнст Толлер, поэтэсса и активистка движения за права женщин Берта Ласк, экономист Эдгар Яффе и будущий первый Федеральный президент ФРГ Теодор Хойс.
Во время Второй мировой войны в замке размещалось отделение военной секретной службы (Amt Ausland/Abwehr) при Верховном командовании вермахта. Контора была исследовательским центром по подделке паспортов, изготовлению секретных чернил, микрокамер и т. д. С марта по июнь 1944 года адмирал Вильгельм Канарис, занимавший пост начальника Абвера с 1935 по 1944 год, находился в замке Лауэнштейн под домашним арестом.
В 1962 году власти Баварии приобрели замок в собственность. Вскоре в комплексе начали капитальный ремонт. Работы затянулись на десять лет и продолжались с 1966 по 1976 год. Итоговые расходы значительно превысили первоначальную смету. Среди прочего, пришлось снять и заменить части каменной кладки, полностью восстановить ряд помещения, заменить конструкцию крыши и перекрытия отдельных этажей.
После завершения ремонта по инициативе Баварского управления государственных замков, садов и озёр в замке разместился музей. Здесь представлены обширные коллекции и действуют постоянные выставки. Часть помещений выделена для экспозиции мебели и интерьеров прошлых эпох. Многие залы отданы под коллекции оружия, кованого железа, ламп, народных промыслов и пр.

### Отель

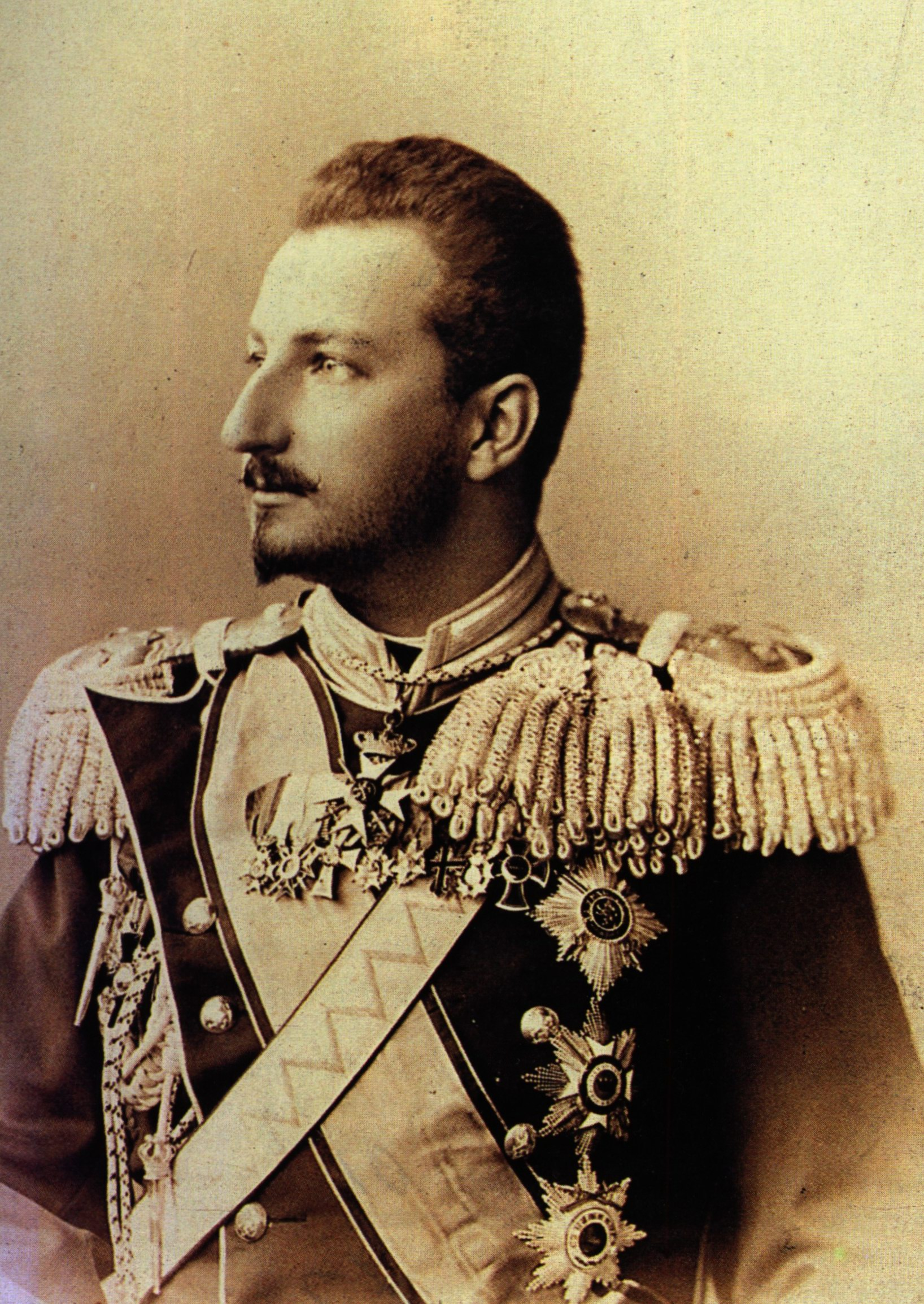
Царь Болгарии Фердинанд I

Впервые некоторые здания замка Лауэнштайн были использованы под гостиничные номера ещё в 1898 году. Среди известных гостей, которые занимали комнаты замкового отеля в конце XIX и начале XX веков, были писатели Эрнст фон Вольцоген и Иоахим Рингельнац, болгарский царь Фердинанд I и будущий президент Теодор Хойс.
После того, как замковый комплекс стал собственностью Баварии, в бывшей резиденции регионального судьи была устроена замковая таверна с гостиницей. Среди гостей здесь побывали музыканты британская рок-группа Deep Purple, пианист, дирижёр и телеведущий Юстус Франц и др. Торжественное открытие обновлённого гостиничного комплекса произошло в 2007 году. С той поры главный замок использовался в качестве музея, а остальные сооружения комплекса под нужды отеля.
В апреле 2011 года стало известно, что предприниматель из Кронаха готов вложить личные средства в капитальный ремонт и реконструкцию отеля. Однако переговоры с властями Баварии, которые велись с 2009 года, зашли в тупик. Проблемы возникли из-за того, что предприниматель желал выкупить весь объект, а баварские чиновники соглашались только на долгосрочную аренду. Наконец в начале ноября 2012 года обе стороны смогли согласовать концепцию реконструкции, при которой Бавария осталось бы владельцем, а замок был сдан в аренду. Соответствующий контракт намеревались подписать до конца 2013 года. Однако в середине 2013 сделка была приостановлена. Дело в том, что Баварское государственное управление по охране памятников выразило глубокую обеспокоенность по поводу запланированных расширений замкового комплекса. В итоге проект реконструкции так и не был реализован.
Однако власти Баварии не отказались от идеи привлечения частного инвестора для перестройки отеля. В феврале 2014 года у четырёх архитектурных бюро была заказана разработка вариантов концепции реконструкции замкового комплекса. Но поиски частного инвестора так и не увенчались успехом. С декабря 2014 года по начало февраля 2015 года с помощью открытого тендера власти пытались найти арендатора для будущей замковой гостиницы. Но переговоры с заинтересованными сторонами завершились безрезультатно. В конце 2017 года власти приняло решение самостоятельно оборудовать несколько роскошных апартаментов в замке, а также подготовить часть залов в пространство для проведения публичных мероприятий.

## Галерея

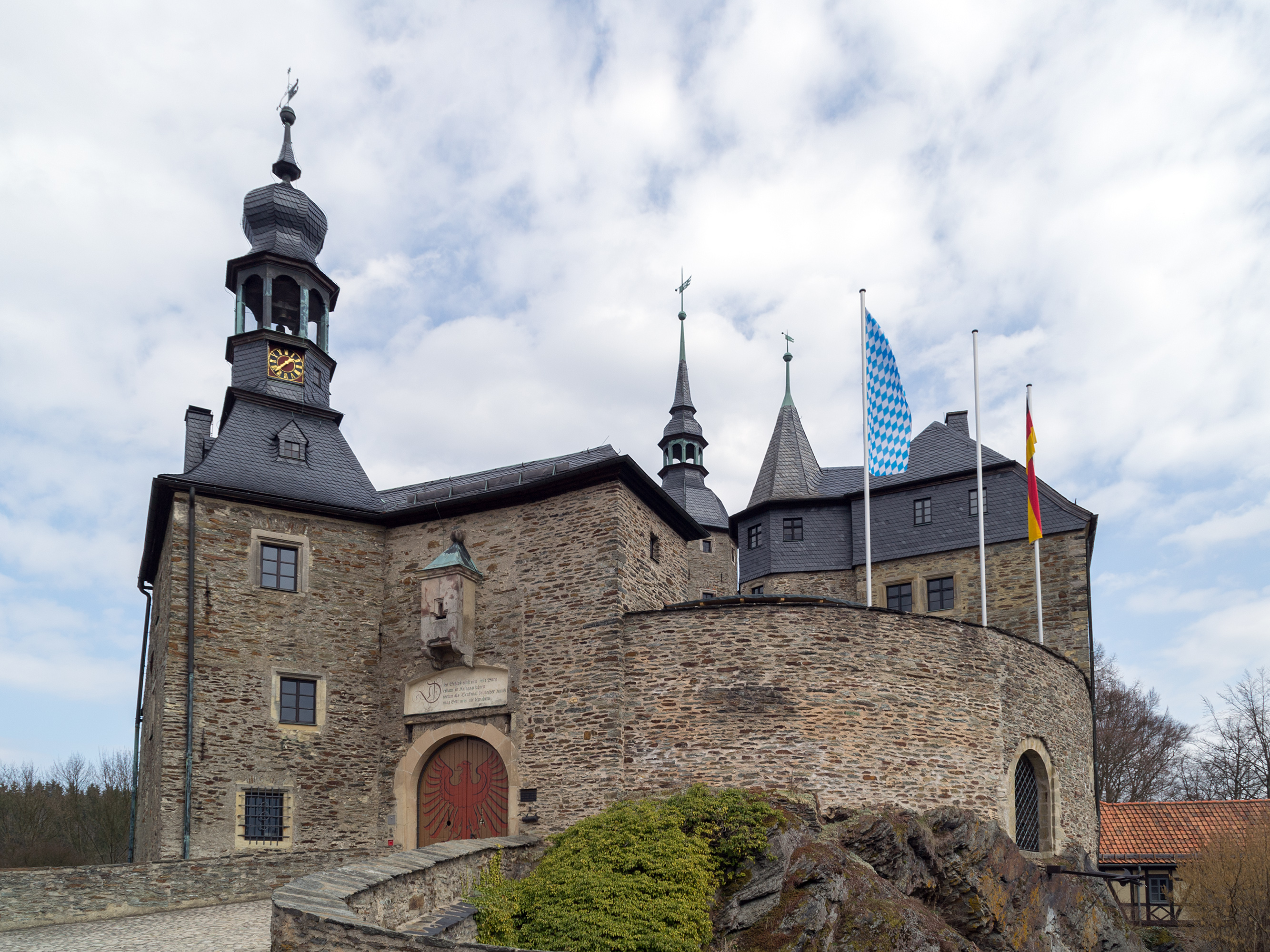
Цитадель замка
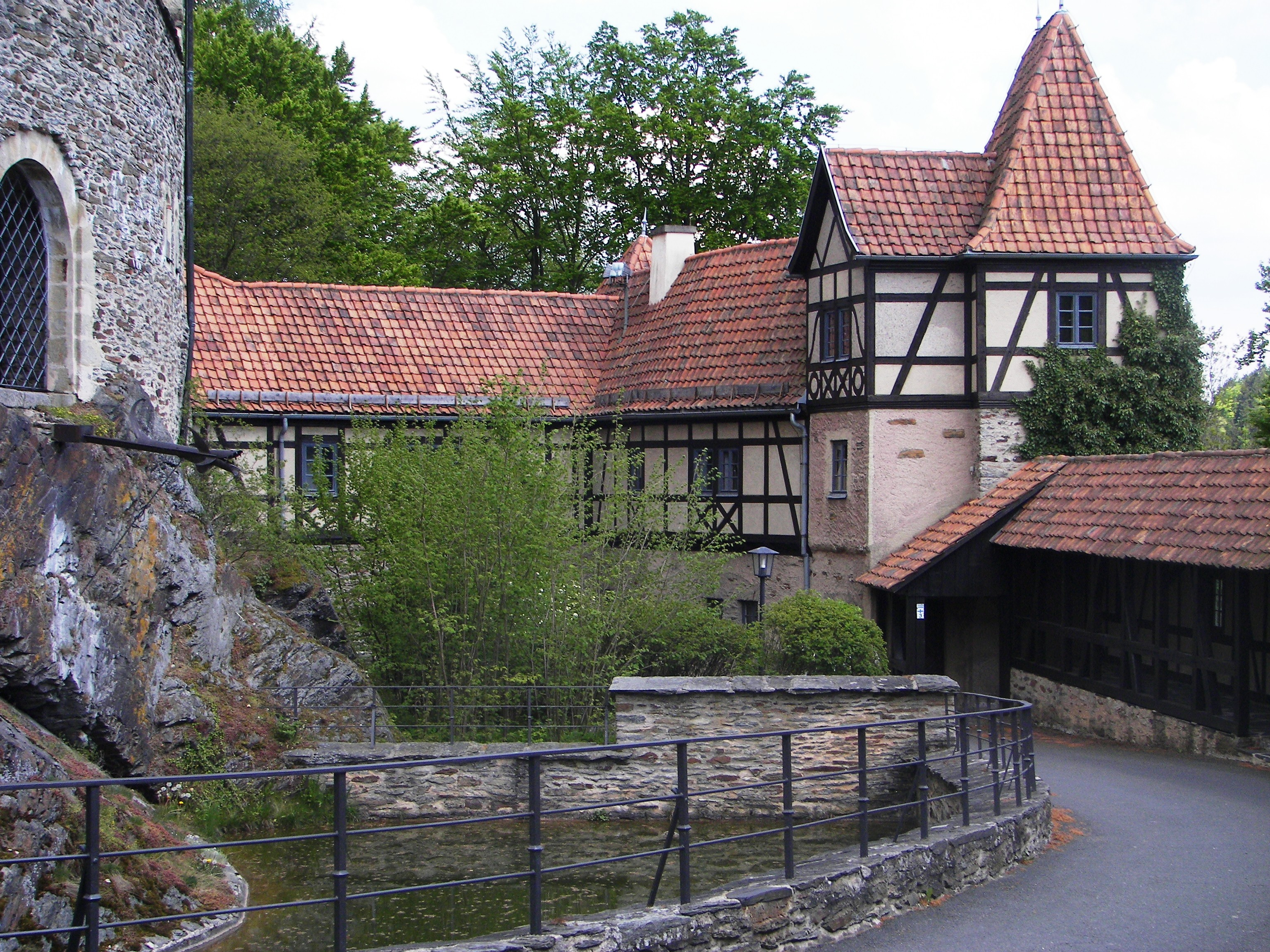
Внутренний двор основного замка
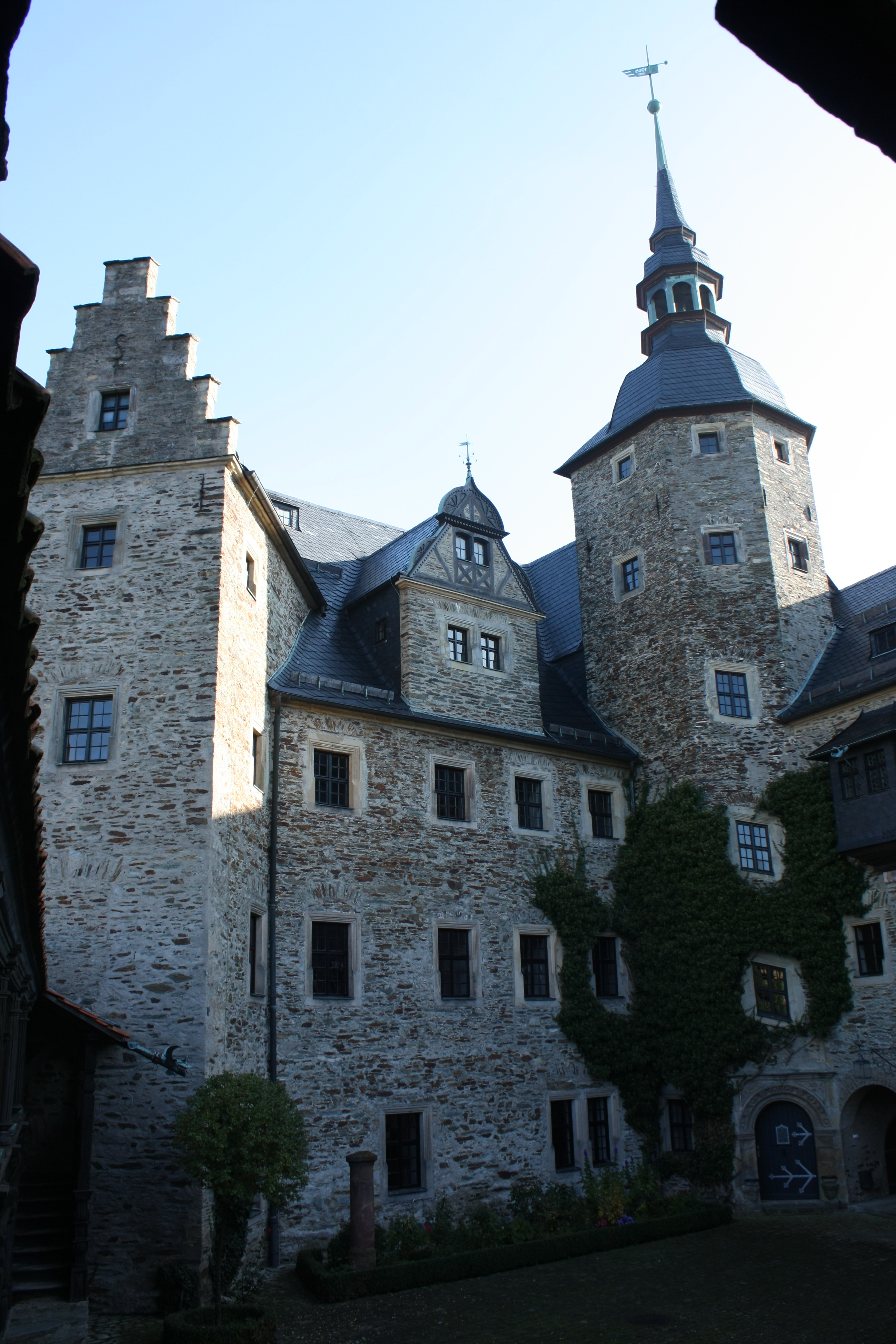
Фасады с внутренней стороны
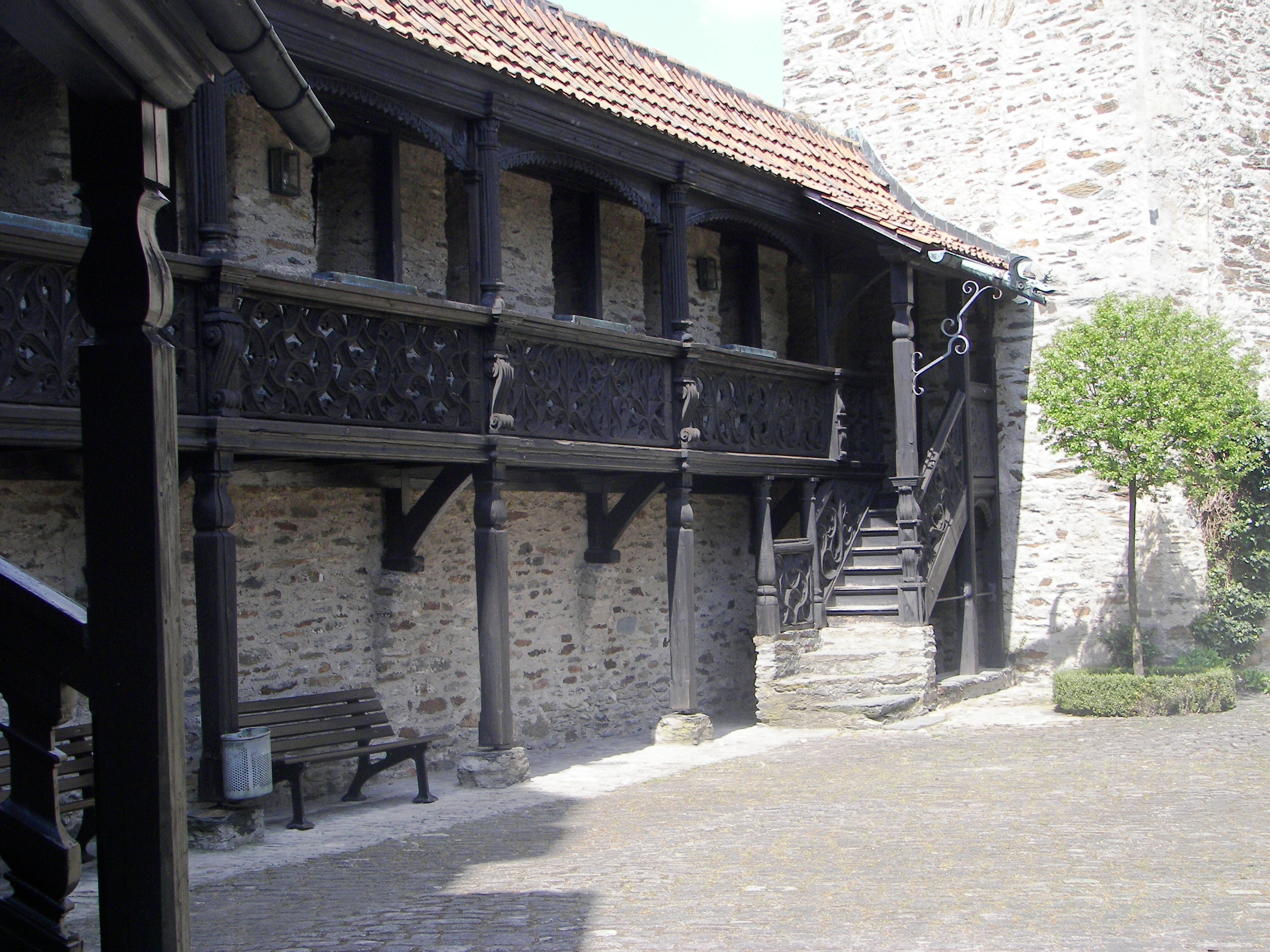
Галерея вдоль здания
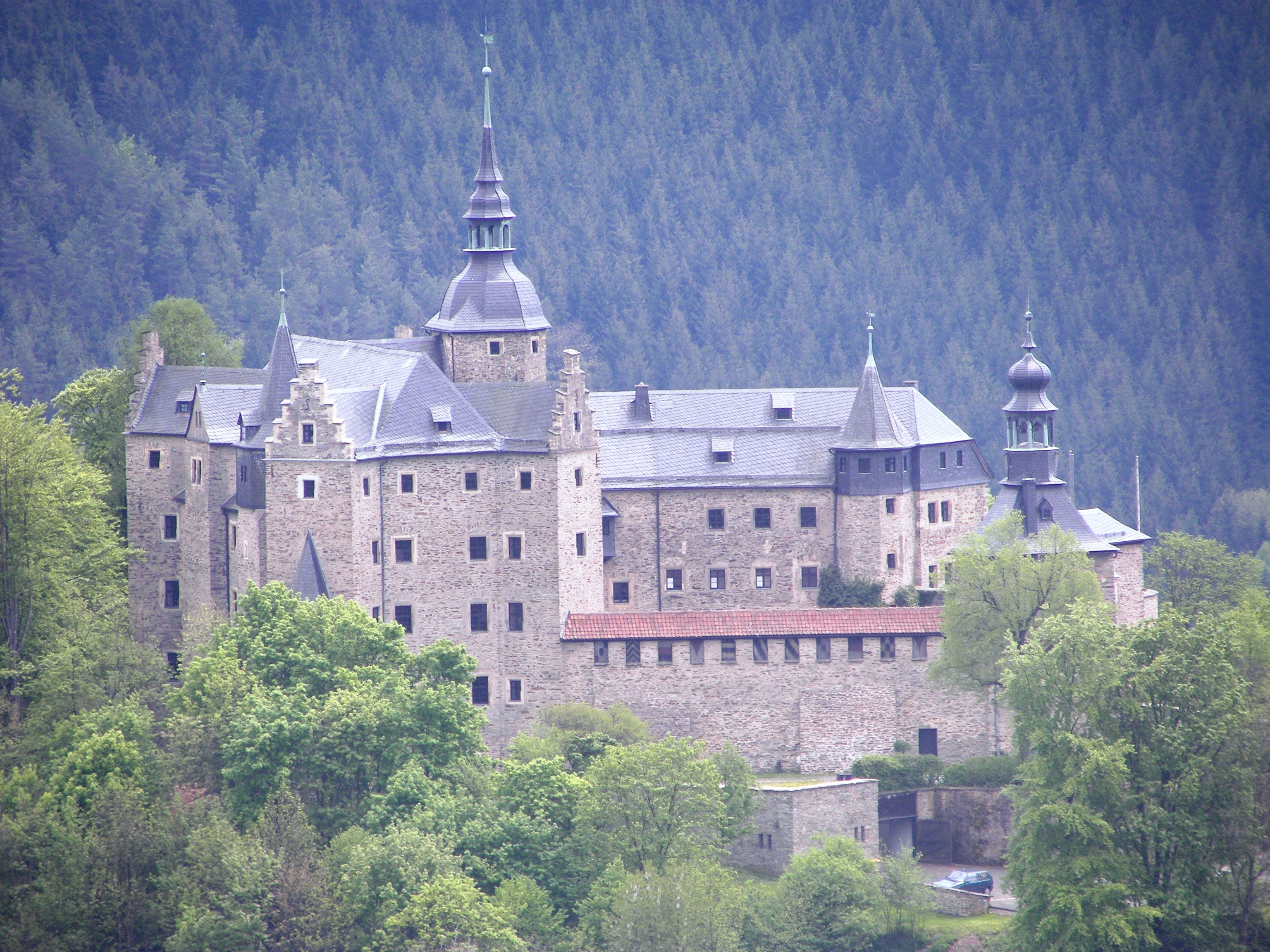
Вид косплекса со стороны главных ворот
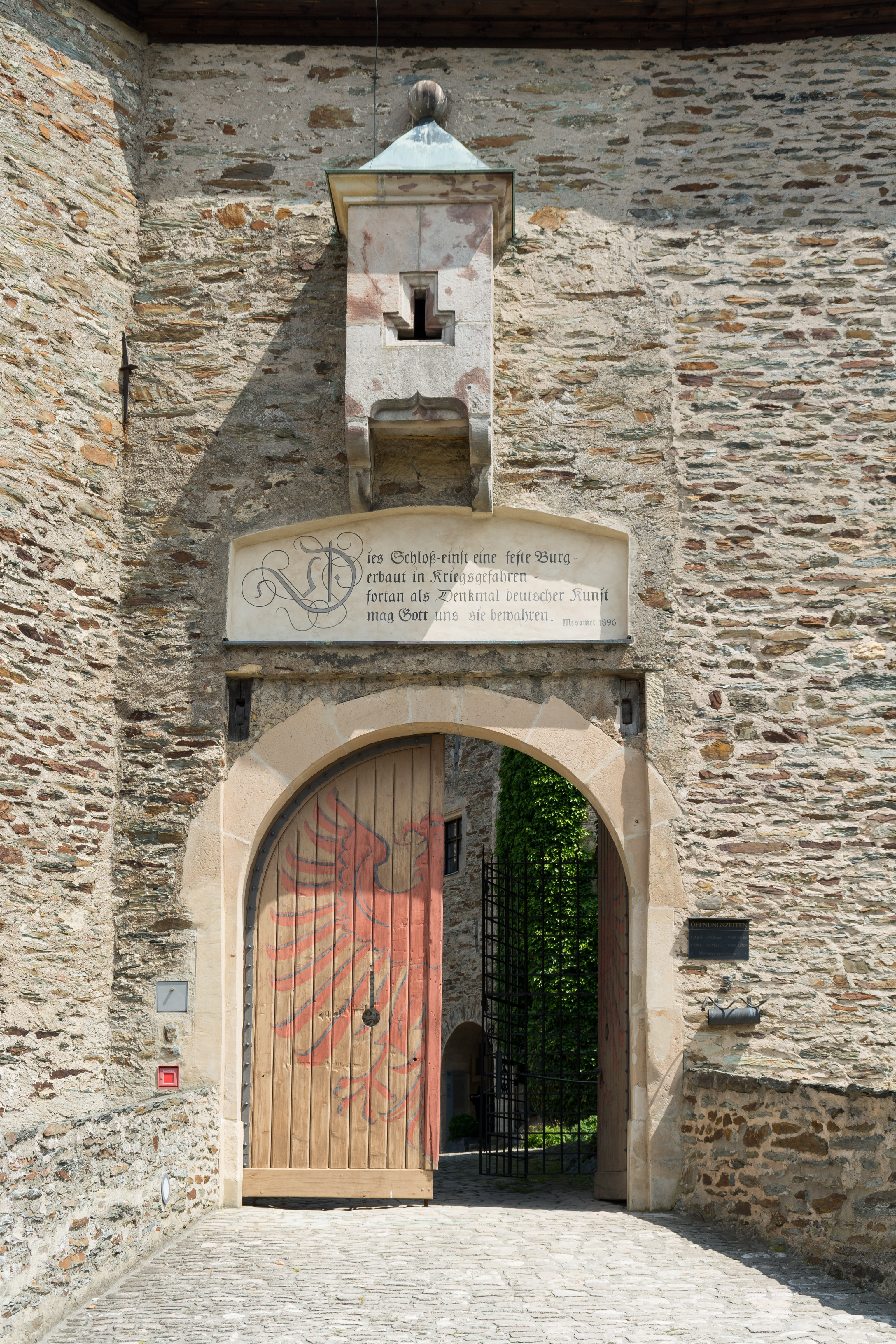
Ворота, ведущие в замок